# Andrena varians
Andrena varians ist eine Sandbiene aus der Familie Andrenidae. Sie ist eine solitäre, nestbauende Biene, die jährlich eine Generation hat und in Deutschland von Anfang März oder April bis Mai fliegt. Auf Deutsch wird sie manchmal „Veränderliche Lockensandbiene“ genannt.

## Merkmale

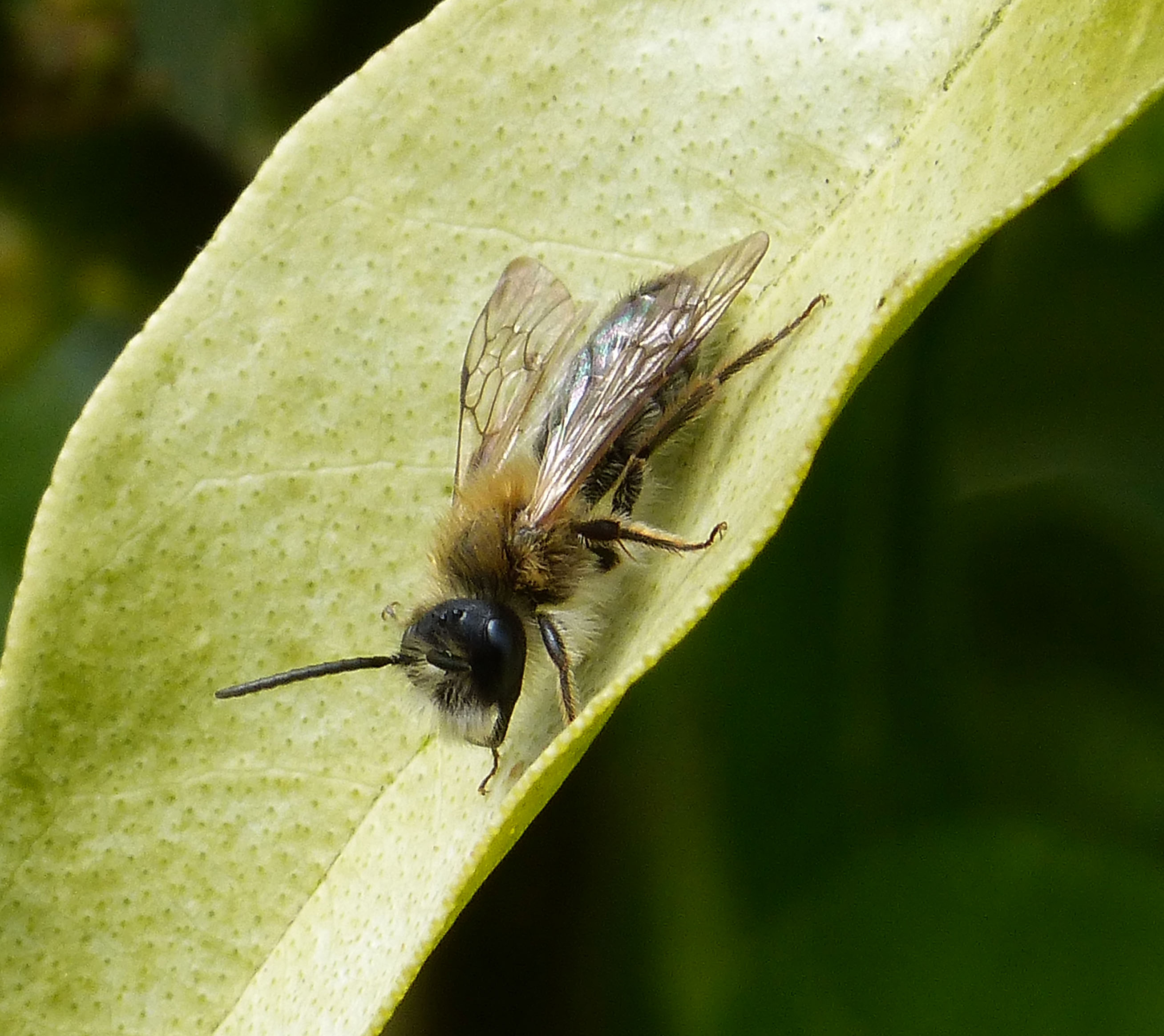
Andrena varians, Männchen

Die Weibchen dieser Sandbiene sind ca. 10 bis 12 mm lang, die Männchen ca. 9 bis 10 mm. Der Thorax der Weibchen ist rötlichbraun behaart, die Endfranse ist dunkelbraun, die Schienenbürste der Hintertibien ist braun und weiß. Der Hinterleib der Weibchen ist schwarz glänzend. Die Männchen sind im Gesicht hell, der Thorax ist hellbraun behaart.
Andrena varians ist ähnlich wie A. helvola und weitere Arten der Untergattung Andrena (Andrena-helvola-Gruppe), sie alle haben einen großen Flocculus (Haarlocke an der Unterseite der Hinterschenkel). Zum sicheren Bestimmen ist Vergleichsmaterial und Spezialliteratur nötig.

## Verbreitung und Lebensraum
A. varians ist in der Westpaläarktis weit verbreitet, von den Pyrenäen über Mittel- und Osteuropa bis Kasachstan und Sibirien, in Europa nach Norden bis Norwegen und Schweden, nach Süden bis Norditalien. In Deutschland, Österreich und der Schweiz ist die Art in allen Regionen zu finden.
Diese Sandbiene ist in vielen verschiedenen Biotopen zu finden, in lichten Wäldern, Brach- und Ruderalflächen. Sie kommt auch in Gärten und Parks vor.

## Lebensweise
Die Biene nistet einzeln oder in kleinen Aggregationen auf kahlen oder schütter bewachsenen Flächen. Die Weibchen graben ein Nest in den Sand- oder Lehmboden, manchmal auch an den Rändern von Wiesen im Park oder an Wegrändern. Die Weibchen sammeln Pollen von vielen verschiedenen Pflanzen (sind also polylektisch), es sind 12 Pflanzenfamilien nachgewiesen.
Parasiten: Als Kuckucksbiene parasitiert Nomada panzeri an der Sandbiene, erwachsene Tiere sind manchmal von Stylops melittae befallen.

## Systematik
Lange Zeit galt Rossi als Autor des Artnamens A. varians. Die Art wurde aber von Kirby unbeabsichtigt beschrieben, indem er eine Abbildung von Panzer verwendete und sich im Text darauf bezog. Die frühere Beschreibung von Rossi, die man in der Literatur auf A. varians bezog, betraf nämlich nicht die Sandbiene, sondern eine Mörtelbiene.
A. varians gehört wie A. helvola zur Nominat-Untergattung Andrena (Andrena-helvola-Gruppe).